# David Middleton
Pour les articles homonymes, voir Middleton.
David Middleton (mort en 1615) est un navigateur anglais.

## Biographie
Frère d'Henry et de John Middleton, il est corsaire sur les côtes du Venezuela en 1601 et s'empare d'un navire espagnol qu'il ramène en Europe.
Il travaille ensuite pour la compagnie des Indes orientales avec William Hawkins et William Keeling et voyage à Java d'où il exporte d'importantes cargaisons de clou de girofle (1609-1611).
Il meurt en 1615 après un naufrage sur les côtes de Madagascar.